# Liriomyza solivaga
Liriomyza solivaga este o specie de muște din genul Liriomyza, familia Agromyzidae, descrisă de Spencer în anul 1971. Conform Catalogue of Life specia Liriomyza solivaga nu are subspecii cunoscute.